# Laser a elettroni liberi

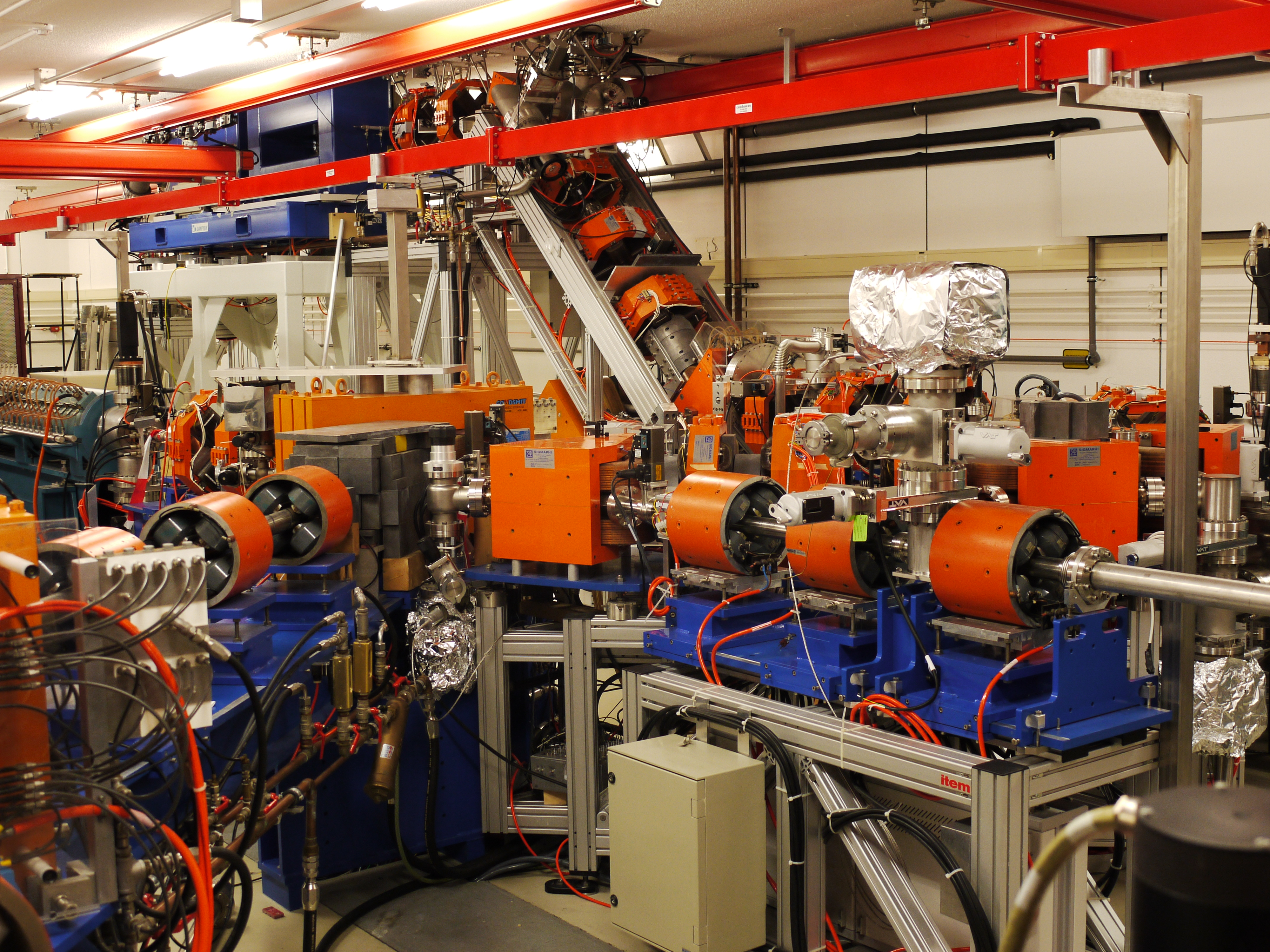
Il laser a elettroni liberi FELIX (Free Electron Laser for Intrared eXperiments) al FOM Institute for Plasma Physics Rijnhuizen, Nieuwegein in Olanda

Il laser ad elettroni liberi, dall'inglese Free Electron Laser (FEL) è un tipo di laser di quarta generazione.
Il primo dispositivo di questo genere è stato realizzato presso l'Università di Stanford nel 1977 come risultato del lavoro di J. M. J. Madey e collaboratori, ed emetteva radiazione infrarossa alla lunghezza d'onda λ = 3.417 µm.

## Descrizione

### Principio di funzionamento
La caratteristica peculiare di questo tipo di laser consiste nel fatto che, a differenza dei laser convenzionali, la radiazione non viene emessa da parte degli elettroni di un sistema atomico opportunamente eccitato ma da un fascio di elettroni liberi, accelerati a velocità relativistiche, che interagisce con una struttura magnetica detta ondulatore magnetico.
Il potersi svincolare da sistemi atomici, con i loro livelli energetici a energie ben definite, permetterebbe di ottenere emissioni laser a qualsiasi lunghezza d'onda, variando l'energia del fascio di elettroni. In questo aspetto il FEL è simile ad altri dispositivi basati su elettroni liberi, quali il Klystron, il Magnetron e il Travelling wave tube (TWT). Il limite di tali dispositivi consiste nel fatto che la riduzione della lunghezza d'onda è limitata dalle dimensioni geometriche delle strutture meccaniche. Il FEL però supera tale limitazione in virtù di meccanismi di contrazione relativistica, permettendo di ottenere emissione di radiazione anche a piccole lunghezze d'onda. In base alle sue caratteristiche peculiari il FEL è considerato una sorgente di radiazione di sincrotrone di quarta generazione.

### Lunghezza d'onda di emissione
La lunghezza d'onda della radiazione emessa da un laser ad elettroni liberi può essere espressa dall'equazione:
{\displaystyle \lambda _{r}={\frac {\lambda _{u}}{2\gamma ^{2}}}\left(1+{\frac {K^{2}}{2}}\right)\qquad (1)}
dove {\displaystyle \gamma } è il fattore relativistico del fascio di elettroni, definito come:
{\displaystyle \gamma ={\frac {1}{\sqrt {1-{\frac {v^{2}}{c^{2}}}}}}={\frac {1}{\sqrt {1-\beta ^{2}}}}}
c è la velocità della luce, v la velocità degli elettroni nel fascio e K è il "parametro di ondulatore", proporzionale al campo magnetico, {\displaystyle \lambda _{u}} è la lunghezza d'onda dell'ondulatore (il periodo spaziale del campo magnetico).
Il fattore relativistico γ è denominato anche energia normalizzata del fascio di elettroni, in quanto è pari al rapporto tra l'energia totale dell'elettrone e la sua energia a riposo: γ = E/m0c2. Dato che l'energia a riposo dell'elettrone è circa pari a 0.5 MeV, il valore di γ è circa il doppio dell'energia in MeV degli elettroni.
Vista la proporzionalità tra γ ed energia del fascio di elettroni, dall'equazione [1] è facile osservare che la lunghezza d'onda di emissione di un FEL decresce quadraticamente al crescere dell'energia degli elettroni.

### Spostamento Doppler relativistico
È possibile ricavare l'equazione (1), notando che dal meccanismo fisico che permette di superare i limiti classici dei dispositivi ad elettroni liberi, si ricava che la lunghezza d'onda emessa è in genere paragonabile alle dimensioni del dispositivo.
Utilizzando le trasformazioni di Lorentz, che collegano le coordinate di due sistemi di riferimento in moto relativo a velocità costante, si possono valutare gli effetti relativistici associati all'elevata energia degli elettroni.
Consideriamo quindi due sistemi di riferimento, il primo con coordinate x, y, z e t e il secondo che muove rispetto al primo a velocità v lungo la direzione x, con coordinate x', y', z' e t'.
È possibile ricavare le espressioni che collegano la frequenza {\displaystyle \nu ;} del primo sistema di riferimento con la frequenza {\displaystyle \nu '} del secondo. L'energia ed il momento di ogni fotone possono essere espressi in termini della frequenza secondo le equazioni:
{\displaystyle {\vec {p}}={\frac {h\nu }{c}}{\vec {n}}}
{\displaystyle E=h\nu }
dove {\displaystyle {\vec {n}}} è la direzione di propagazione della luce e h= 6.626 x 10 −34Js è la costante di Planck.
Nel formalismo quadrivettoriale: viene aggiunta la quarta coordinata spaziale ai classici vettori spaziali, per tener conto delle trasformazioni del tempo nel cambiamento del sistema di riferimento in un sistema relativistico. Con questo formalismo la quadriposizione ed il quadrimomento sono espressi da:
{\displaystyle \mathbf {R} =(x,y,z,ct)}
{\displaystyle \mathbf {P} =(p_{x},p_{y},p_{z},E/c)}
Dove è stata c è la velocità della luce.
Applicando le trasformazioni di Lorentz alle 4 componenti del quadrimomento si ottiene:
{\displaystyle p'_{x}=\gamma (p_{x}-vt)=\gamma \left(p_{x}-v{\frac {E}{c^{2}}}\right)}
{\displaystyle p'_{y}=p_{y}}
{\displaystyle p'_{z}=p_{z}}
{\displaystyle {\frac {E'}{c^{2}}}=\gamma \left({\frac {E}{c^{2}}}-v{\frac {p_{x}}{c^{2}}}\right)\Rightarrow E'=\gamma (E-vP_{x})}
Ricordando l'espressione di E e p è facile ottenere l'equazione:
{\displaystyle h\nu '=\gamma \left(h\nu -v{\frac {h\nu }{c}}cos(\theta )\right)}
l'angolo θ è l'angolo compreso tra la direzione x e la direzione di propagazione della luce.
Avrà quindi luogo l effetto Doppler relativistico espresso dall'equazione
{\displaystyle \nu '=\gamma \nu (1-\beta cos(\theta ))}
dove β = v/c. Se la direzione di propagazione coincide con l'asse x (θ = 0) si ha:
{\displaystyle \nu '=\gamma \nu (1-\beta )=\nu (1-\beta ){\frac {1}{\sqrt {1-\beta ^{2}}}}==\nu {\sqrt {1-\beta }}{\frac {\sqrt {1-\beta }}{\sqrt {1-\beta ^{2}}}}{\frac {\sqrt {1+\beta }}{\sqrt {1+\beta }}}=\nu {\frac {\sqrt {1-\beta }}{\sqrt {1+\beta }}}}
Questa equazione esprime l'effetto Doppler relativistico.

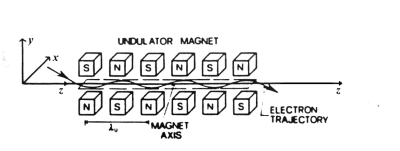
Schema di un ondulatore

Un elettrone che si propaga all'interno di un ondulatore lungo l'asse z, come indicato in figura, a causa della forza di Lorentz è obbligato ad oscillare lungo la direzione x, con un periodo pari al periodo dell'ondulatore λu.
La frequenza associata ad una tale oscillazione è:
{\displaystyle \omega _{u}=2\pi {\frac {\nu _{z}}{\lambda _{u}}}\sim 2\pi {\frac {c}{\lambda _{u}}}} per elettroni fortemente relativistici.
Nel sistema di riferimento che si muove insieme con l'elettrone con velocità vz, l'elettrone oscilla nella direzione trasversa x, emettendo radiazione luminosa ad una frequenza che risulterà aumentata a causa della trasformazione di Lorentz:
{\displaystyle t'={\frac {t}{\gamma _{z}}}\Rightarrow \omega '=}{\displaystyle \omega _{u}\gamma _{z}={\frac {\omega _{u}}{\sqrt {1-{\frac {v_{o}^{2}}{c^{2}}}}}}}
dove {\displaystyle v_{o}=\left\langle v_{z}^{2}\right\rangle ^{\frac {1}{2}}}
In questo sistema di riferimento l'elettrone oscilla emettendo come un'antenna ad una frequenza ω' su tutto l'angolo solido e la sua frequenza risulta aumentata di un fattore γ. Inoltre questa frequenza la si osserva nel sistema di riferimento che si muove con l'elettrone, per cui nel sistema di riferimento "in quiete" (dove l'ondulatore è fermo) l'emissione verrà compressa in un cono di apertura θ = 1/γ e la frequenza sarà soggetta all'effetto Doppler relativistico:
{\displaystyle \omega _{0}={\sqrt {\frac {1+\beta _{0}}{1-\beta _{0}}}}\omega '}
dove {\displaystyle \beta _{0}={\frac {v_{o}}{c}}={\frac {\left\langle V_{z}^{2}\right\rangle ^{\frac {1}{2}}}{c}}}
utilizzando l'espressione di ω' e sviluppando i calcoli si ottiene:
{\displaystyle \omega _{0}=2\gamma _{z}^{2}k_{u}c}
dove ku = 2π/λu.
che espressa in termini di lunghezza d'onda si traduce in:
{\displaystyle \lambda _{0}={\frac {\lambda _{u}}{2\gamma _{z}^{2}}}}
Questa differisce dall'equazione [1] solo nel termine γz, che compare al posto di γ, dato che all'interno dell'ondulatore l'elettrone oscilla nella direzione trasversa. La differenza tra γ e γz è espressa da un'equazione espressa in funzione dell'intensità del campo magnetico dell'ondulatore, ovvero il "parametro di ondulatore K", che è pari a:
{\displaystyle K={\frac {e\left\langle B^{2}\right\rangle ^{\frac {1}{2}}\lambda _{u}}{2\pi m_{o}c}}}
In termini di "parametro di ondulatore", γ può essere espresso come:
{\displaystyle \gamma =\gamma _{z}{\sqrt {1+K^{2}}}}
Con questa sostituzione si ottiene nuovamente l'equazione [1].

### Emissione Stimolata di Sincrotrone
La trattazione precedente si applica a qualunque fascio di elettroni che si propaghi all'interno di un ondulatore. In questo processo è presente solo il campo magnetico dell'ondulatore (che nel sistema di riferimento in moto con l'elettrone può essere visto come un campo elettromagnetico che incide sull'elettrone stesso). Per ottenere guadagno, analogamente a quanto accade con un laser convenzionale, è necessario considerare l'interazione con un altro campo: la radiazione elettromagnetica prodotta dall'elettrone che si propaga nell'ondulatore. In condizioni opportune tale campo può sottrarre energia all'elettrone, producendo un fenomeno di amplificazione.
Gli elettroni che si propagano in direzione z all'interno dell'ondulatore, oscillano nel piano trasverso xz con periodo pari al periodo spaziale dell'ondulatore λu. Per ottenere scambio di energia tra elettroni oscillanti e campo elettromagnetico è necessaria la sincronia tra le oscillazioni trasverse degli elettroni e le oscillazioni del campo elettrico dell'onda che si propaga.
Perché questo avvenga l'elettrone, dopo un "periodo di ondulatore", deve trovare il campo elettrico con la stessa fase. Dato che la velocità degli elettroni considerati è minore di c, questo avviene nel caso in cui mentre l'elettrone copre un periodo dell'ondulatore, la luce copre un periodo più una lunghezza d'onda. Questo si traduce nelle equazioni:
{\displaystyle t_{e}={\frac {\lambda _{u}}{v_{z}}}=t_{l}={\frac {\lambda _{u}+\lambda }{v_{f}}}}
dove vf è la velocità di fase dell'onda EM: vf = ω/k
Definendo ku = 2π/λu si ottiene:
{\displaystyle v_{f}\lambda _{u}=v_{z}(\lambda _{u}+\lambda )\Rightarrow {\frac {v_{f}}{k_{u}}}=v_{z}\left({\frac {1}{k_{u}}}+{\frac {1}{k}}\right)=v_{z}\left({\frac {k+k_{u}}{kk_{u}}}\right)\Rightarrow v_{f}k=v_{z}(k+k_{u})}
Imponendo vf = ω/k e vz = βc si ottiene:
{\displaystyle {\frac {\omega }{c}}=\beta _{z}(k+k_{u})}
Questa è la cosiddetta equazione della "beam line", che descrive i punti del piano (k, ω/c) dove la condizione di sincronismo può essere soddisfatta. Se ora consideriamo la relazione di dispersione della struttura ove l'interazione ha luogo ω/c = f(ω), l'intersezione tra la relazione di dispersione e la beam line ci fornisce le frequenze di emissione.
La soluzione analitica si ottiene risolvendo il sistema lineare:
{\displaystyle \left\{{\begin{matrix}{\frac {\omega }{c}}=k\qquad \,\,\,\,\,\,\,\,\,\,\,\,\\{\frac {\omega }{c}}=\beta _{z}(k+k_{u})\end{matrix}}\right.\Rightarrow k(1-\beta _{z})=k_{u}\beta _{z}}
Ricordando che {\displaystyle \gamma _{z}={\frac {1}{\sqrt {1-\beta _{z}^{2}}}}}
{\displaystyle {\frac {\omega }{c}}=k=k_{u}{\frac {\beta _{z}}{1-\beta _{z}}}=k_{u}{\frac {\beta _{z}}{1-\beta _{z}}}{\frac {1+\beta _{z}}{1+\beta _{z}}}=k_{u}{\frac {\beta _{z}(1+\beta _{z})}{1-\beta _{z}^{2}}}=k_{u}\beta _{z}\gamma _{z}^{2}(1+\beta _{z})}
Quest'ultima equazione, per elettroni relativistici (β ∼ 1) diventa:
{\displaystyle {\frac {\omega }{c}}\simeq 2\gamma _{z}^{2}k_{u}}
che espressa in termini di lunghezza d'onda diventa:
{\displaystyle \lambda ={\frac {\lambda _{u}}{2\gamma ^{2}}}(1+K^{2})}

## FEL in Italia

### Operativi
- ENEA Cherenkov FEL - First lasing 1989.
- ENEA Compact FEL - First lasing: 1991 - ω = 120–160 GHz - P > 1.5 kW - Primo FEL compatto al mondo.
- UV/VUV storage ring FEL at ELETTRA - First Lasing 2001 - ω = 330-190 nm - P = 20 mW - Record per piccole lunghezze d'onda.
- ENEA FEL-CATS - First lasing 2002 - ω= 0.4 - 0.8 THz - P > 1.5 kW - Primo FEL pilotato da LINAC in italia - Primo FEL a singolo passaggio operante in Italia.
- SPARC - Parametri di progetto: E = 150 MeV; λ < 530 nm - generazione di armoniche fino all'UV - Emissione in regime SASE e con seeding da armoniche generate da laser in gas.
- FERMI@Elettra (FEL1) - E = 1.2 GeV; λ = 20 - 65 nm (prima armonica) ; repetition rate: 10 Hz - L'unico FEL a raggi X al mondo ad operare in seeding mode, sfruttando un laser ottico in risonanza con la frequenza della macchina.
- FERMI@Elettra (FEL2) - (in commissioning) E = 1.7 GeV; λ = 20 - 3 nm  ; repetition rate: 10 – 50 Hz - Evoluzione del FEL1, sfrutta un nuovo metodo di seeding.

## FEL a raggi X nel mondo

### Operativi
- LCLS (Linac Coherent Light Source) - Stanford, California.
- FLASH (Free-electron LASer in Hamburg) - Amburgo, Germania.
- SACLA - Sayo, Giappone.
- European XFEL - Amburgo, Germania
- SwissFEL - Cantone di Argovia, Svizzera.

### In costruzione
- PAL XFEL - Pohang, Korea (previsto nel 2015).
- FLASH II - evoluzione di FLASH (previsto nel 2016).
- LCLS II - evoluzione di LCLS (previsto attorno al 2020).